# 永兴镇 (华蓥市)
永兴镇，是中华人民共和国四川省广安市华蓥市下辖的一个乡镇级行政单位。

## 行政区划
永兴镇下辖以下地区：
永兴社区、白家龙村、河心村、乐山寨村、落鸿渡村、大佛山村、鲤鱼村、陈家湾村、清溪口村、双龙桥村、造甲沟村和马架坪村。